# Nederlands Handbal Verbond
Het Nederlands Handbal Verbond (NHV), is de koepelorganisatie in Nederland voor de beoefening van de teamsport handbal. De sport wordt in verscheidene vormen gespeeld zoals zaalhandbal, veldhandbal en beachhandbal. Anno 2019 telde de federatie ongeveer 49.000 leden en 359 verenigingen.

## Geschiedenis
In 1926 vond de handbalsport onderdak bij het Koninklijk Nederlands Gymnastiek Verbond (K.N.G.V.) als een van de vier bondsspelen. In 1936 verzelfstandigde het handbal zich in de Bonds Handbal Commissie nog steeds onder K.N.G.V. vlag. Op 1 januari 1942 kwam handbal op eigen benen te staan door de oprichting van het Nederlands Handbal Verbond. Hiermee viel handbal nog niet in Nederland organisatorisch onder één koepel. De katholieke sporters in Nederland, bedreven hun sporten onder de landelijke koepel van de Nederlandse Katholieke Sportfederatie (N.K.S.) waar handbal rechtstreeks onder ressorteerde. In 1948 werd er in Limburg de Rooms Katholieke Limburgse Handbal Bond (rk L.H.B.) opgericht als onderdeel van de Rooms Katholieke Nederlandse Handbalbond (r.k. N.H.B.) onder de koepel van de N.K.S in 1949. De katholieke koepel fuseerde in 1957 met het N.H.V.

## In Nederland
Op de Olympische spelen 1928 in Amsterdam is handbal gepresenteerd door een hogeschool in Berlijn. Het handbal spel viel in de smaak en al snel kwam er een competitie. De eerste interland tegen Duitsland werd verloren met 2-15.

## Handbalsysteem
| Niveau             | Klasse             |                    | Aantal clubs per comp.                             |
| Landelijke Divisie | Landelijke Divisie | Landelijke Divisie | Landelijke Divisie                                 |
| ------------------ | ------------------ | ------------------ | -------------------------------------------------- |
| 1                  | BENE-League        |                    | 12 (alleen bij de heren) 6 Nederlandse heren teams |
| 1                  | HandbalNL League   |                    | 12 (alleen bij de heren) 6 Nederlandse heren teams |
| 2                  | Eredivisie Heren   |                    | 16                                                 |
| 2                  | Eredivisie Dames   |                    | 12                                                 |
| 3                  | Eerste divisie     |                    | 16                                                 |
| 4                  | Tweede divisie     | A                  | 12                                                 |
| 4                  | Tweede divisie     | B                  | 12                                                 |
| 5                  | Hoofdklasse        | A                  | 12                                                 |
| 5                  | Hoofdklasse        | B                  | 12                                                 |
| 5                  | Hoofdklasse        | C                  | 12                                                 |
| 5                  | Hoofdklasse        | D                  | 12                                                 |
| 5                  | Hoofdklasse        | E                  | 12 (alleen bij de dames)                           |
| 5                  | Hoofdklasse        | F                  | 12 (alleen bij de dames)                           |
| Regionale Klasse   |                    |                    |                                                    |
| 6                  | Eerste Klasse      |                    | Verschilt per competitie                           |
| 7                  | Tweede Klasse      |                    | Verschilt per competitie                           |
| 8                  | Poules             |                    | Verschilt per competitie                           |

van het jaar: 2023/24
| Team     | Geboortejaar   | Bal maten           | Gebruik van hars |
| -------- | -------------- | ------------------- | ---------------- |
| Senioren | 2004 t/m ouder | 3 (H)/2 (D)         | Ja               |
| A-Jeugd  | 2005 t/m 2006  | 3 (H)/2 (D)         | Ja               |
| B-Jeugd  | 2007 t/m 2008  | 2                   | Nee              |
| C-jeugd  | 2009 t/m 2010  | 2 (H)/1 (D)         | Nee              |
| D-Jeugd  | 2011 t/m 2012  | 1                   | Nee              |
| E-Jeugd  | 2013 t/m 2014  | 0                   | Nee              |
| F-Jeugd  | 2015 t/m 2016  | 0 (Mag ook softbal) | Nee              |
| Kabouter | 2017           | 0 (Mag ook softbal) | Nee              |

## G-Handbal
Al ruim twintig jaar wordt er binnen het NHV G-(Gehandicapten)handbal gespeeld. Inmiddels is dat uitgegroeid naar teams die iedere maand in toernooivorm tegen elkaar spelen. Bij verenigingen die niet over een volledig team beschikken, worden de gehandicapte spelers met de andere teams gemengd.

## Nationale ploegen
- Nederlands handbalteam (mannen)
- Nederlands handbalteam (vrouwen)
- Nederlands handbalteam junioren (mannen)
- Nederlands handbalteam junioren (vrouwen)
- Nederlands handbalteam jeugd (mannen)
- Nederlands handbalteam jeugd (vrouwen)
- Nederlands Rolstoelhandbal Team (gemixt)

## Georganiseerde toernooien
- Wereldkampioenschap vrouwen 1971
- Wereldkampioenschap vrouwen 1986
- Europees kampioenschap vrouwen 1998

In 2012 zou het NHV het Europees kampioenschap voor vrouwen organiseren. Het NHV zag echter af van de organisatie nadat het EHF aanvullende eisen stelde, die zo'n 1,2 miljoen euro zouden kosten. De handbalbond kon deze kosten niet dragen. De NHV besloot om op 4 juni 2012, kort voor het EK van december, de organisatie terug te geven. Deze teruggave kwam de handbalbond op een boete te staan van het EHF van €300.000, vanwege het in diskrediet brengen van de sport. De rechtbank van het EHF oordeelde dat het NHV, de statuten en reglementen van het EHF ernstig had geschonden en het evenement en de handbalsport ernstige schade had berokkend. Naast de boete moest de bond ook nog €250.000 aan schadevergoeding betalen aan het EHF, vanwege gemaakte kosten in verband met de terugtrekking. Verder mocht het NHV drie jaar lang (tot december 2016) geen enkel EHF evenement voor nationale teams meer organiseren. Vanwege de teruggave mochten de Nederlandse handbalsters bovendien niet deelnemen aan het EK. Uiteindelijk is op een zitting bepaald dat de NHV 220 duizend euro boete aan de EHF moest betalen, hiermee is de NHV aan een reuzenboete ontsnapt.
Het NHV zou oorspronkelijk ook het wereldkampioenschap vrouwen van 2003 organiseren. Vanwege financiële onvermogens moest het NHV ook dit toernooi teruggeven.
In 2025 zullen Nederland en Duitsland samen het wereldkampioenschap voor vrouwen organiseren.

## Leden

### Ledenaantal
Hieronder de ontwikkeling van het ledenaantal en het aantal verenigingen:
| Jaar | Ledenaantallen | Ledenaantallen | Ledenaantallen | Verenigingen |
| Jaar | Mannen         | Vrouwen        | Totaal         | Verenigingen |
| ---- | -------------- | -------------- | -------------- | ------------ |
| 2022 |                |                | 50.939         |              |
| 2021 |                |                | 50.576         |              |
| 2020 |                |                | 52.848         | 359          |
| 2019 |                |                | 53.423         | 367          |
| 2018 |                |                |                | 367          |
| 2017 | 14.276         | 37.068         | 51.344         | 374          |
| 2016 | 14.279         | 35.099         | 49.378         | 374          |
| 2015 | 14.283         | 35.096         | 49.379         | 401          |
| 2014 | 14.390         | 35.394         | 49.784         | 393          |
| 2013 | 14.370         | 35.348         | 49.718         | 393          |
| 2012 | 14.595         | 38.669         | 53.264         | 394          |
| 2011 | 15.033         | 39.101         | 54.134         | 399          |
| 2010 | 16.516         | 37.910         | 54.426         | 407          |
| 2009 |                |                | 56.272         | 418          |
| 2008 | 17.541         | 39.651         | 57.192         | 419          |
| 2007 | 17.982         | 39.725         | 57.707         | 420          |
| 2006 | 17.858         | 39.528         | 57.386         | 421          |
| 2005 |                |                | 54.811         | 421          |
| 2004 |                |                | 56.872         | 479          |
| 2003 | 18.653         | 37.913         | 56.566         | 452          |
| 2002 | 21.366         | 34.922         | 56.288         | 486          |
| 2001 |                |                |                | 492          |
| 1999 |                |                | 56.071         | 498          |
| 1996 | 22.067         | 36.794         | 58.861         | 538          |
| 1995 |                |                | 60.782         |              |
| 1993 |                |                | 65.438         |              |
| 1992 |                |                | 67.864         |              |
| 1991 |                |                | 70.184         | 590          |
| 1990 |                |                | 73.536         | 615          |
| 1987 |                |                | 82.625         |              |
| 1984 |                |                | 85.921         |              |
| 1981 |                |                | 95.100         |              |
| 1978 |                |                | 92.081         |              |
| 1969 |                |                | 51.515         |              |
| 1950 |                |                | 18.332         |              |

### Ereleden
De volgende personen werden tot erelid benoemd van het NHV:
- 1948 – H. Drenth
- 1948 – G. Versteeg
- 1952 – J. Krijgsman
- 1954 – W. Akkerman
- 1956 – Jac. v.d. Reyden
- 1956 – Joh. B.Kuil
- 1958 – C.D.F. Eerbeek
- 1964 – C.M. Agterdenbosch
- 1965 – R.H. Bosje
- 1969 – S. Klepke
- 1969 – W. Lems
- 1971 – Mevr. J.J. van Muylwijk
- 1972 – H.H. v.d. Toolen
- 1973 – H.J. v.d. Beld
- 1974 – P.A.J. Broere
- 1974 – D. de Hondt
- 1975 – Mevr. G. Schuitert
- 1977 – H.W.G. Munzert
- 1977 – B.H.J. Vankan
- 1978 – J.F. van Driel
- 1979 – F. Groener
- 1979 – J. van Houten
- 1980 – A.J.M. Schimmel
- 1980 – W. v.d. Voordt
- 1980 – J. Gerris
- 1981 – P.J. Stitzinger
- 1983 – A.J. Cras
- 1983 – E. Stokkentreeff
- 1984 – B. ten Have
- 1984 – H. Menninga
- 1985 – P. Storm
- 1986 – K. Bruijnzeels
- 1986 – G. Mooyweer
- 1986 – J. D. Knetemann
- 1986 – (J.W.M. Bosma) (Teruggegeven)
- 1986 – K. Jongkind
- 1986 – C. Rijlaarsdam
- 1987 – M. Maas
- 1989 – Mr. H.J.F. Donners
- 1989 – F. Wijk
- 1993 – Ch. Wauben
- 1999 – O. Abbas (postuum)
- 1999 – L. Hafkamp
- 2000 – J. Tuik
- 2002 – H. Kruse
- 2002 – (A.C. van Born) (Teruggegeven)
- 2002 – R. ten Dam
- 2004 – G. Houtbraken
- 2005 – N. Simons
- 2006 – T. Geerdes
- 2008 – B.B. Verkerk
- 2013 – R. v.d. Vecht
- 2015 – G. Hölscher
- 2015 – Dr. J. Mraz
- 2016 – J.W.M. Bosma
- 2016 – N. Witte
- 2016 – R. Louw